# Darius Degutis
Darius Degutis (ur. 1963 w Wilnie) – litewski dyplomata i działacz państwowy, ambasador Litwy w Polsce (2001–2004) i Izraelu (2009–2014).

## Życiorys
Po ukończeniu w 1986 studiów na Uniwersytecie Wileńskim podjął pracę w dziale międzynarodowym Litewskiej Izby Przemysłowo-Handlowej w Wilnie. W latach 1990–1991 pracował jako menedżer ds. eksportu w firmie odzieżowej „Audėjas”.
W 1991 został pracownikiem litewskiej dyplomacji, obejmując stanowisko I sekretarza w wydziale Europy Północnej Ministerstwa Spraw Zagranicznych. Rok później został radcą Ambasady Litwy w Kopenhadze. Od 1995 kierował wydziałem współpracy politycznej w Departamencie Integracji Europejskiej MSZ. W 1998 objął funkcję radcy-ministra w litewskiej misji dyplomatycznej w Stanach Zjednoczonych.
W latach 2001–2004 pełnił obowiązki ambasadora w Polsce. Po powrocie na Litwę pracował jako ambasador tytularny w MSZ, do 2006 w Departamencie Polityki Bezpieczeństwa, a następnie Departamencie Bezpieczeństwa Gospodarczego (odpowiadał za kwestie współpracy energetycznej między Litwą a Polską). W 2008 rozpoczął pracę w koncernie energetycznym „Leo LT” jako dyrektor ds. międzynarodowych projektów strategicznych.
W 2009 został mianowany ambasadorem Litwy w Izraelu. W 2010 został również ambasadorem w Republice Południowej Afryki oraz Etiopii. Misję ambasadorską w Izraelu pełnił do 2014.
W 2004 został odznaczony Krzyżem Komandorskim Orderu Zasługi Rzeczypospolitej Polskiej.